# Joseph Viehöver
Joseph Viehöver (* 31. Oktober 1925 in Köln; † 12. August 1973 in Saarbrücken) war ein deutscher Journalist.

## Werdegang
Viehöver schrieb ab 1945 unter anderem für Die Welt. Zwischen 1949 und 1953 war er für den Deutschen Gewerkschaftsbund (DGB) tätig und wechselte dann in das Presse- und Informationsamt der Bundesregierung, in dem er die Leitung des Referats III/3 (Sozialpolitik) übernahm. 1958 ging er zum Saarländischen Rundfunk, 1961 zum Deutschlandfunk und schließlich 1965 als Programmdirektor zum ZDF.
Am 28. Januar 1972 heiratete Viehöver die Schauspielerin und Sängerin Rut Rex. Ihre Autobiografie Mein Leben – ein Tanz (2001), die mit Viehövers Tod endet, trägt die Widmung: „Für Joschi. Liebe ist unsterblich. Rut.“ Sie sah den Ehemann als Opfer von Diffamierungen.

## Sonstiges
Joseph Viehöver war Mitglied der SPD.
Seine Tochter Yvonne (1955–2006) war ebenfalls Journalistin. Sie war von 1992 bis 2003 die Ehefrau des Schauspielers Klausjürgen Wussow.